# Andrea Martongelli
Andrea Martongelli (Isola della Scala, 2 de mayo de 1979) es un guitarrista y compositor italiano de heavy metal.
Comenzó su carrera en 1994, año de fundación de la banda Arthemis. Desde 1999, Andrea ha realizado en vivo en todo el mundo con su banda Arthemis, Power Quest, Fear Of Fours (el grupo que abandonó en 2007), Killer Klown y muchos otros. Muchos de ellos son la banda, con quien compartió el escenario: Slayer, Hammerfall, Anthrax, Grave Digger, Children of Bodom, Malmsteen, Megadeth y Michael Angelo Batio, entre otros.
Crea una gran cantidad de materiales didácticos (DVD, libros y CD) y participa en clínicas y seminarios en toda Italia. Colabora con numerosas revistas, las empresas discográficas y las academias de música. En 2008, pasa a formar parte del Instituto de Música Moderna en Brescia, donde se le encomendó la función de coordinador nacional de la guitarra de metal.
En 2009, se hace un lugar dentro del metal europeo, ya que fue telonero de Megadeth y segunda guitarra de Michael Angelo Batio

## Discografía
Con Arthemis
- 1999 - Church Of The Holy Ghost (Underground Symphony)
- 2001 - The Damned Ship (Underground Symphony)
- 2003 - Golden Dawn (Underground Symphony)
- 2005 - Back from the Heat (Underground Symphony)
- 2008 - Black Society (Scarlet Records)
- 2010 - Heroes (Gatti Promotion)

Con Power Quest
- 2002: Wings Of Forever (Underground Symphony)
- 2003: Neverworld (Frontiers-Now & Then / Avalon-Marquee Inc.)
- 2005: Magic Never Dies (Avalon-Marquee Inc. / Majestic Rock)
- 2008: Master Of Illusion (Napalm Records)

Con Fear of Fours
- 2005: Never Heaven

Con Killer Klown
- 2009: Gain